# Thomas Leigh (1er baron Leigh)
Thomas Leigh, 1er baron Leigh (1595-22 février 1672) est un homme politique anglais qui siège à la Chambre des communes de 1628 à 1629. Il soutient la cause royaliste pendant la guerre civile anglaise et est créé baron en 1643.

## Biographie
Il est le fils de John Leigh et de sa première épouse Ursula Hoddesdon, fille de Christopher Hoddesdon, de Leighton Buzzard, Bedfordshire. Il s'inscrit au Magdalen College, Oxford, le 4 novembre 1608, à l'âge de 13 ans. Il devient baronnet à la mort de son grand-père, Thomas Leigh, 1er baronnet, de Stoneleigh, Warwickshire, le 1er février 1626. En 1628, il est élu député du Warwickshire et siège jusqu'en 1629, lorsque le roi Charles Ier décide de gouverner sans parlement pendant onze ans. Il est shérif du Warwickshire de 1636 à 1637.
Pendant la guerre civile, il  montre une loyauté intrépide au roi qu'il héberge à Stoneleigh lorsque les portes de Coventry lui sont fermées. Il est créé baron Leigh de Stoneleigh le 1er juillet 1643.
Il est décédé à l'âge d'environ 77 ans.
Il épouse vers 1615 Mary Egerton, fille de Thomas Egerton, qui est le fils de Thomas Egerton (1er vicomte Brackley), et de son épouse Elizabeth Venables. Leigh et Mary ont au moins sept enfants, cinq fils et deux filles. Thomas, le fils aîné, est décédé avant son père, et le titre passe au petit-fils aîné, également nommé Thomas.